# Муса Нагієв
Муса Нагієв (азерб. Ağa Musa Nağıyev; 1848—1919) — азербайджанський мільйонер, нафтопромисловець, меценат кінця XIX — початку XX століть.

## Нафтопромислова кар'єра і меценатство
Активи Нагієва у бакинських промислах на початку 1890-х років оцінювались другими після капіталу братів Нобелів. Починав він з освоєння родовища поблизу селища Біганді. Разом з Гаджі Тагієвим, Емануїлом Нобелем і Давидом Ландау (батьком славетного фізика) Муса Нагієв входив до вищого органу бакинських нафтопромисловців — Ради з'їзду. Його фінансовий внесок в будівництво архітектурних шедеврів Баку (збудував 98 будинків) і благодійна підтримка лікарень і навчальних закладів залишили добру пам'ять бакинців.
Побудувавши технічну початкову школу в Баку, він узяв шефство над нею та оплачував утримання 25 дітей-азербайджанців у підготовчих класах. Нагієв вклав великі кошти на спорудження міського Шолларського водопроводу; він був почесним опікуном Бакинського реального училища (нині Азербайджанський державний економічний університет у Баку), також побудованого за його кошти. Побудований ним Палац Ісмаілія — нині будівля президії Академії наук Азербайджану, знаходиться в Баку.

## Родина
Донька Муси Нагієва — Уммульбану, мати французької письменниці і мемуариста азербайджанського походження Умм ель-Бану Мірзи кизи Асадуллаєвої, в творчості Банін.

## Інтернет-ресурси
- Azerbaijan International [Архівовано 5 жовтня 2016 у Wayback Machine.]
- MusaNagiyev.az